# Parsley, Sage, Rosemary and Thyme
Parsley, Sage, Rosemary and Thyme és un àlbum de Simon and Garfunkel el títol del qual significa 'Julivert, sàlvia, romaní i farigola' (fent referència a la segona línia de la cançó «Scarborough Fair»). Publicat el 10 d'octubre de 1966, va esdevenir disc d'or i va assolir el quart lloc a les llistes d'èxits. El disc està compost majoritàriament per algunes temes gravats anteriorment per Simon.
Durant l'any següent a la publicació van realitzar petites gires per Nova York i el Regne Unit per promocionar el disc; actuaren a Londres, Manchester i Birmingham.

## Artistes
- Paul Simon: veu, guitarra
- Art Garfunkel: veu, teclat

## Llista de cançons
Totes les cançons foren compostes per Paul Simon excepte «Scarborough Fair», que és un tema tradicional britànic adaptat per Paul Simon i Art Garfunkel, i «7 O'Clock News/Silent Night» que, en part, es tracta d'una versió del cèlebre tema nadalenc «Santa nit» compost per Joseph Mohr i Franz Gruber.
1. «Scarborough Fair/Canticle» (3:08)
2. «Patterns» (2:42)
3. «Cloudy» (2:10)
4. «Homeward Bound» (2:30)
5. «The Big Bright Green Pleasure Machine» (2:42)
6. «The 59th Street Bridge Song (Feelin' Groovy)» (1:43)
7. «The Dangling Conversation» (2:37)
8. «Flowers Never Bend With The Rainfall» (2:10)
9. «A Simple Desultory Philippic (Or How I Was Robert McNamara'd Into Submission)» (2:12)
10. «For Emily, Whenever I May Find Her» (2:04)
11. «A Poem On The Underground Wall» (1:52)
12. «7 O'Clock News/Silent Night» (2:01)